# Richardson Island (Antarktika)
Richardson Island ist eine Insel vor der Ingrid-Christensen-Küste des ostantarktischen Prinzessin-Elisabeth-Lands. Im Gebiet der Larsemann Hills liegt sie als westlichere zweier Inseln rund 600 m westlich des nordwestlichen Ausläufers der Halbinsel Stornes und 1 km südlich von Knuckey Island.
Namensgeber ist Alan Keith Richardson (* 1930) von der Royal Australian Air Force, Mechaniker für eine DHC-2 Beaver auf der Mawson-Station im Jahr 1958.